# Верхня Провальна Яма
Верхня Провальна Яма (рос. Верхняя Провальная Яма) — печера в Челябінській області Росії, на Південному Уралі. Печера вертикального типу простягання. Загальна протяжність — 194 м. Глибина печери становить 44 м. Категорія складності проходження ходів печери — 1.